# مملكة بلنسية
مملكة بلنسية، وتقع في الساحل الشرقي من شبه جزيرة ايبيريا، وكانت مملكة بلنسية عضوا في تاج أراغون جنبا إلى جنب مع سائر الأقاليم مثل مملكة أراغون وامارة كتالونيا، وتشترك جميعا في نفس الملك.
حدود وهوية منطقة الحكم الذاتي الأسبانية بلنسية تستند أساسا من تلك السابقة لمملكة بلنسية.

## تاريخ بلنسية
الرومان هم الذين أسسوا بلنسية القديمة في عام 139 ق. م. ثم استولى عليها القوط الغربيون عام 413م.

## التاريخ الأندلسي لمقاطعة بلنسية
فتح طارق بن زياد عام 714م، وأرسى فيها وفي مدائن شاطبة ودانية وساجنتوم قواعد الحكم الإسلامي. ولم يسايروا الإسبان في إطلاق اسم الإشبان على تلك المدينة، بل غيروا بعض حروفه وأدخلوا تعديلا على رسمه، فأصبح "بُلَنْسِية"، وأوردوه بهذا الرسم في مؤلفاتهم التاريخية والجغرافية. وإلى المسلمين في عهد دولتهم بالأندلس يرجع الفضل في ازدهار سهل بلنسية، فقد شقوا على جانبي النهر أو الوادي الأبيض إحدى وثلاثين ترعة، وأجروا منه المياه لري أراضيه كلها بالراحة، وكانوا يسمون هذه الترع السواقي. وقد كانت في العهد الإسلامي ثالثة مدائن الأندلس في الترتيب بحسب عدد سكانها الذي تجاوز آنذاك ربع مليون نسمة.

## مملكة إسلامية
تأسست مملكة إسلامية في بلنسية عام 401هـ -1010م على يد اثنين من موالي المنصور بن أبي عامر، ولم يكن عملهما بهذه المملكة يعدو تفقدهما لشئون الري والمحافظة على نظامه في منطقة بلنسية، لكنهما تمردا وأعلنا استقلالهما على أن يكون الحكم شركة فيما بينهما، ولم يلبث أن توفي أحدهما، فأبعد أهلها الآخر عن المدينة، وصارت بلنسية خاضعة لحكم حاكم برشلونة إلى أن استردها عبد العزيز بن عبد الرحمن حفيد المنصور بن عامر. ووقعت بلنسية في القرون التالية تحت سيطرة حكام ملوك الطوائف. ثم المرابطين، ثم الموحدين، إلى أن سقطت في أيدي الفرنجة عام 1238م بعد سقوط قرطبة بسنتين.

## مملكة بلنسية
انشئت مملكة بلنسية رسميا في 1237 في سياق عملية الاسترداد عندما اتخذ ملوك الطوائف من بلنسية. وقد انهى فيليبي الخامس مملكة فالنسيا في 1707، عن طريق مراسيم نويفا بلانتا، نتيجة لحرب الخلافة الإسبانية.
خلال فترة وجودها، كانت تحكم مملكة بلنسية القوانين والمؤسسات وذكر في ميثاق بلنسية منحها حكومة ذاتية واسعة، في البداية من تاج اراغون، وفي وقت لاحق، من المملكة الإسبانية.

## تمردات
هناك كثرة من التمردات من السكان المور ضد القاعدة المسيحية، وأخطر تلك التي رأسها زعيم مور محمد أبو عبد الله المعروف أيضا باسم الأزرق. قاد تمرد هام في 1244، 1248 و1276، وخلال أول تمرد استعاد المسلمين بايجاز الاستقلالية للأراضي الجنوب من júcar، ولكن اضطر إلى الاستسلام بعد فترة وجيزة، خلال الثورة الثانية، وكان الملك جيمس الأول تقريبا قتلوا في المعركة، ولكن الأزرق كما هو اخضاع أخيرا، حياته فقط لأن يدخر وقتا طويلا من العلاقة مع العاهل المسيحية. وخلال المرحلة الثالثة والأزرق نفسه ولكن قتل ابنه واصل المسلمين تشجيع الاضطرابات والتمردات المحلية ظلت دائما في الافق.

## مملكة إسبانيا
اندمج تاج أراغون مع تاج كاستيا لتتكون مملكة إسبانيا، أصبحت مملكة بلنسية عضواً في الملكية الإسبانية. اتحدت مملكة كاستيا ومملكة ليون مع مملكة أراجون واستطاع الملك فيرنانديو والملكة إيزابيلا، الاستيلاء على الممالك الإسلامية في الأندلس الواحدة تلو الأخرى إلى أن سقطت في أيديهم غرناطة آخر قواعد المسلمين سنة 1492.
استمرت مملكة غرناطة قرنين ونصف من الزمان وسقطت في عام 1492 م وهي سنة تحول تاريخية لمملكة إسبانيا الفتية وملكتها إيزابيلا ففيها خرج كولمبوس واكتشف العالم الجديد.